# Louis Janssens (theoloog)
Louis Janssens (Olen, 23 juli 1908 - Leuven, 19 december 2001) was een Belgische moraaltheoloog en hoogleraar.

## Jeugd en opleiding
Geboren in Olen, kon Janssens de humaniora volgen aan het college van Herentals dankzij een studiebeurs van het Fonds der Meestbegaafden. Dat in 1921 opgerichte fonds had tot doelstelling kinderen met veelbelovende studieresultaten in de basisschool, toch de kans te bieden middelbaar onderwijs te genieten als de financiële toestand van hun ouders zulks dreigde te verhinderen. Hij voltooide in 1928 zijn middelbare schoolloopbaan in Herentals als primus. Als seminarist voor het aartsbisdom Mechelen, was hij sedert 1930 een tijdlang voorzitter van de flamingante studentenbond Heidebrand, die Vlaamsgezinde studenten aan het Herentals college groepeerde.

## Priester en academicus
In 1934 werd hij priester gewijd, waarna hij in 1937 promoveerde tot doctor in de godgeleerdheid op een patristisch thema, met name La filiation divine par grâce selon saint Cyrille d'Alexandrie. In 1939 behaalde hij aan de universiteit van Leuven de titel van magister in de theologie met een proefschrift in het domein van moraaltheologie, wat nadien zijn geprefereerde onderzoeksdomein zou blijven: Personnalisme et société. Théories actuels et essai doctrinal. Ter ere van die prestatie werd hij in Herentals op 27 juli feestelijk ingehaald met Te Deum in de Sint-Waldetrudiskerk, ontvangst op het stadhuis en feestmaal in het college, in de tegenwoordigheid van kardinaal Van Roey, een andere illustere oud-leerling van het instituut. Op hetzelfde feest maakte Ernest Claes, die als prominente oud-leerling eveneens present tekende, de genodigden schertsend attent op de ironie dat de Vlaamsgezinde Janssens doctoreerde in het Frans en wel bij de voorzitter van het flamingant-katholieke Davidsfonds, de moraaltheoloog Arthur Janssen. Van 1939 tot 1942 gaf hij les aan toekomstige priesters aan het Sint-Jozefseminarie te Mechelen.
Zijn benoeming tot hoogleraar aan de faculteit theologie volgde in 1942.  Als academicus droeg hij vooral bij tot de ontwikkeling van de personalistische ethiek, die aan de Leuvense theologiefaculteit in de nadagen van Vaticanum II een waar hoogconjunctuur kende. In 1978 ging Louis Janssens met emeritaat. De in Leuven inmiddels sterk verankerde onderzoekstraditie naar het personalisme werd onder meer verdergezet door Roger Burggraeve sdb.

## Eerbetoon
- Zijn geboorteplaats Olen vernoemde naar hem de Magister Janssenstuin.
- Het Herentalse college bevatte tot 2018 zijn portret.[1]

## Verwijzingen
- Bibsys: 90520627
- Bibliothèque nationale de France: cb14427295k (data)
- Digitale Bibliotheek voor de Nederlandse Letteren: jans394
- Gemeinsame Normdatei: 118897349
- International Standard Name Identifier: 0000 0001 1030 1075
- Library of Congress Control Number: n87138798
- Nederlandse Thesaurus van Auteursnamen: 069503850
- Istituto Centrale per il Catalogo Unico: SBLV050144
- Système universitaire de documentation: 077851161
- Virtual International Authority File: 79181427
- WorldCat: E39PBJwRWhDDBYHygXMbrqMXVC